# Nilea pacta
Nilea pacta là một loài ruồi trong họ Tachinidae.